# Welyki Sorotschynzi
Welyki Sorotschynzi (ukrainisch Великі Сорочинці bis 1620: Краснопіль Krasnopil) ist eine Landratsgemeinde im Rajon Myrhorod der zentralukrainischen Oblast Poltawa am rechten Ufer des Flusses Psel.

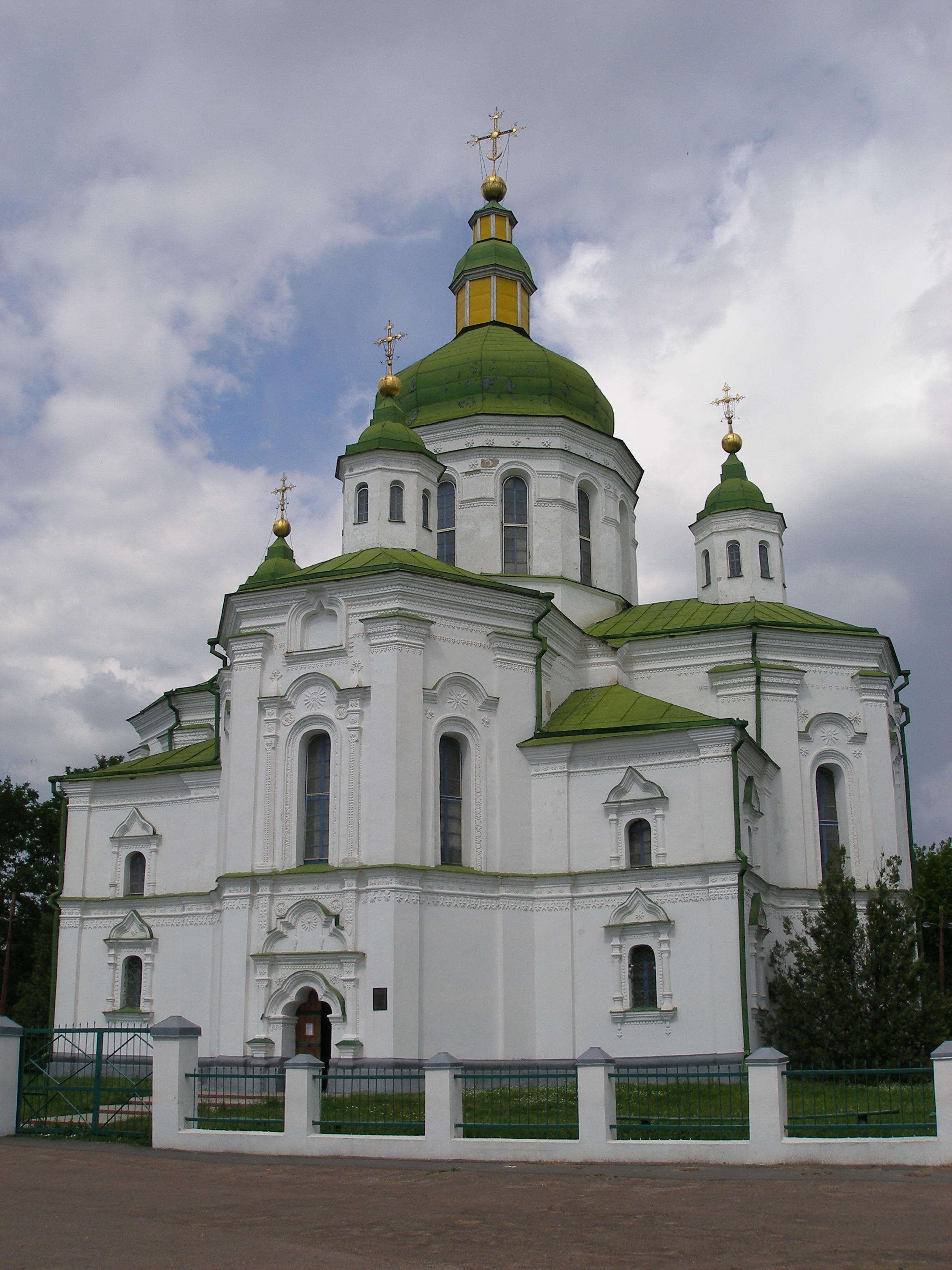
Verwandlungskirche in Welyki Sorotschynzi

## Geschichte
Während der polnischen Zeit hatte der Ort den Status einer Stadt. Damals gehörte dieses Gebiet zu den Ländereien des Fürsten Jeremi Wiśniowiecki. Bei einem Kosakenaufstand erhielt Welyki Sorotschynzi 1648 eine eigene Kosakeneinheit, die zum Pulk der Stadt Myrhorod gehörte.
Anfang des 17. Jahrhunderts wurde auf Veranlassung des Hetmans Danylo Apostol die Verwandlungskirche im Stil des ukrainischen Barocks erbaut. In dieser Kirche befindet sich auch das Grab des Hetmans. 1809 wurde in dieser Kirche der Schriftsteller Nikolai Wassiljewitsch Gogol getauft. Dieser beschrieb den später berühmten Jahrmarkt in Sorotschynzi in einer seiner Kurzgeschichten, nach der Mussorgski später eine Oper schrieb. Damals unterschied sich dieser Jahrmarkt allerdings nicht von anderen in der Region. Das N.W. Gogol-Museum erinnert an Leben und Werk des Schriftstellers.
1900 lebten in dem Ort 8.882 Einwohner in 1514 Häusern. Insgesamt gab es sieben Schulen und 5 Jahrmärkte. Nachdem zu Sowjetzeit die Jahrmärkte zum Erliegen gekommen waren, wurde 1966 in Welyki Sorotschynzi die Jahrmarktkultur wiederbelebt. Diese Tradition wird auch heute fortgeführt, wobei der Markt überregionale Berühmtheit erlangt hat.

## Verwaltungsgliederung
Am 19. September 2016 wurde das Dorf zum Zentrum der neugegründeten Landgemeinde Welyki Sorotschynzi (Великосорочинська сільська громада/Welykosorotschynska silska hromada). Zu dieser zählten auch die 4 Dörfer Iwaschtschenky, Kupiwschtschyna, Polywjane und Radtschenky, bis dahin bildete es die gleichnamige Landratsgemeinde Welyki Sorotschynzi (Великосорочинська сільська рада/Welykosorotschynska silska rada) im Osten des Rajons Myrhorod.
Am 12. Juni 2020 kam noch die 15 in der untenstehenden Tabelle aufgelisteten Dörfer sowie die Ansiedlung Dekabrystiw zum Gemeindegebiet.
Folgende Orte sind neben dem Hauptort Welyki Sorotschynzi Teil der Gemeinde:
| Name                     | Name            | Name                                  |
| ukrainisch transkribiert | ukrainisch      | russisch                              |
| ------------------------ | --------------- | ------------------------------------- |
| Bessaraby                | Бессараби       | Бессарабы (Bessaraby)                 |
| Dekabrystiw              | Декабристів     | Декабристов (Dekabristow)             |
| Dowhalewe                | Довгалеве       | Довгалево (Dowgalewo)                 |
| Iwaschtschenky           | Іващенки        | Иващенки (Iwaschtschenki)             |
| Koptiw                   | Коптів          | Коптев (Koptew)                       |
| Kowaliwka                | Ковалівка       | Ковалёвка (Kowaljowka)                |
| Kupiwschtschyna          | Купівщина       | Куповщина (Kupowschtschina)           |
| Marenytschi              | Мареничі        | Мареничи (Marenitschi)                |
| Olefiriwka               | Олефірівка      | Олефировка (Olefirowka)               |
| Panassiwka               | Панасівка       | Панасовка (Panassowka)                |
| Polywjane                | Полив'яне       | Полывяное (Polywjanoje)               |
| Radtschenky              | Радченки        | Радченки (Radtschenki)                |
| Sakaliwka                | Сакалівка       | Сакаловка (Sakalowka)                 |
| Sawynzi                  | Савинці         | Савинцы (Sawinzy)                     |
| Selenyj Kut              | Зелений Кут     | Зеленый Кут (Seleny Kut)              |
| Semerenky                | Семеренки       | Семеренки (Semerenki)                 |
| Solonzi                  | Солонці         | Солонцы (Solonzy)                     |
| Welyka Obuchiwka         | Велика Обухівка | Великая Обуховка (Welikaja Obuchowka) |
| Welykyj Bajrak           | Великий Байрак  | Великий Байрак (Weliki Bairak)        |
| Zyssewe                  | Цисеве          | Цисево (Zissewo)                      |

## Persönlichkeiten
- Grabstätte des ukrainischen Hetmans Danylo Apostol (1654–1734)
- Geburts- und Taufort des Schriftstellers Nikolai Gogol (1809–1852)
- Geburts- und Taufort des Dramaturgen Wolodymyr Samijlenko (1864–1925)